# Benetton Formula
A Benetton Formula foi uma equipe britânica (1986–1995) e italiana (1996–2001) de automobilismo que competiu no campeonato da Fórmula 1 entre as temporadas de 1986 a 2001. Em 2002 ela passou a se chamar Renault F1.

## História

### Início

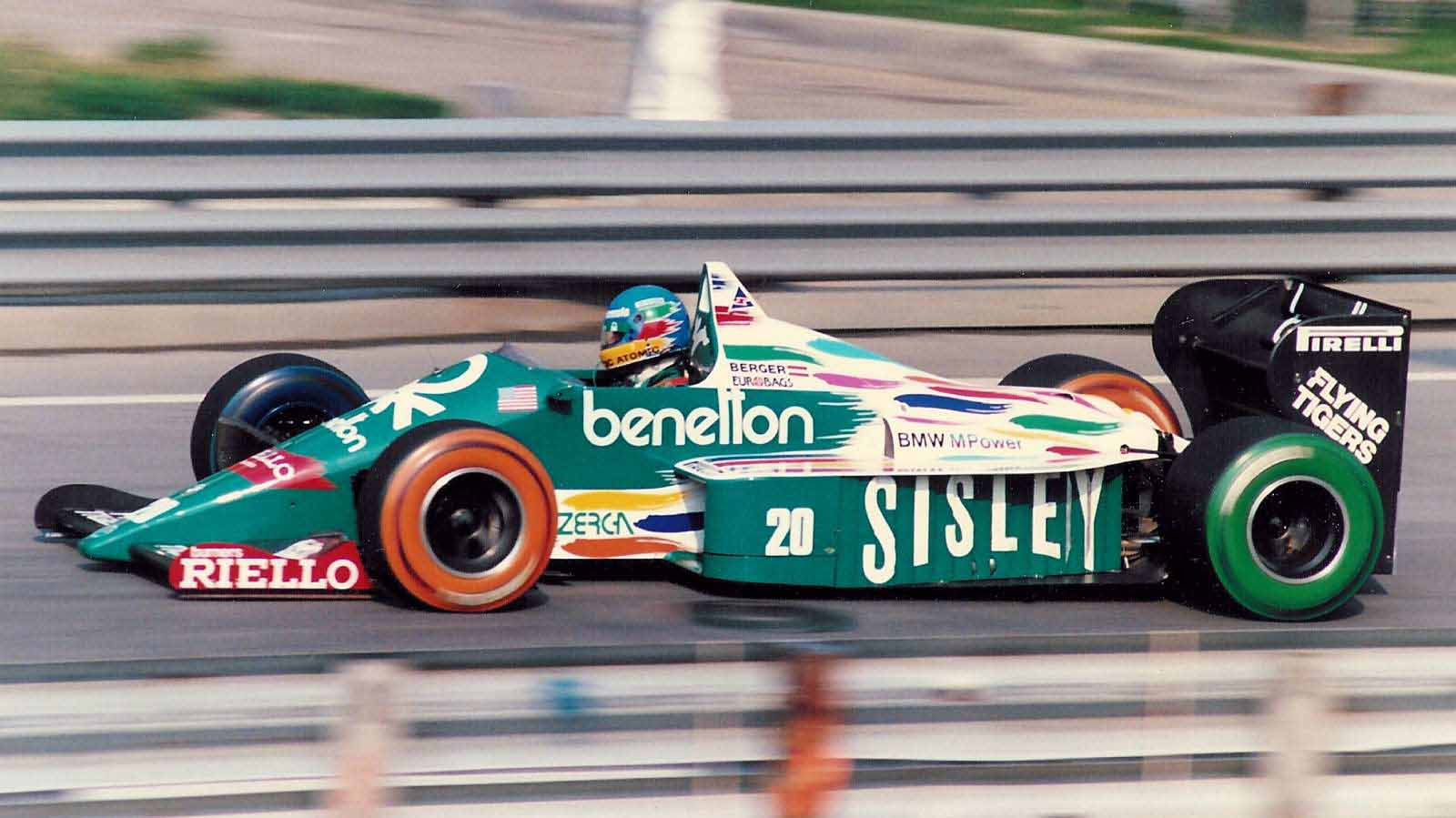
Gerhard Berger no GP de Detroit de 1986. Esse foi o primeiro carro da equipe.

A história da equipe Benetton começou quando a United Colors of Benetton virou patrocinadora da equipe Tyrrell em 1983, da Alfa Romeo em 1984, e finalmente em 1985 do time de pequeno porte Toleman, esta se tornando famosa por ser a primeira escuderia de Ayrton Senna. No inverno europeu de 1985 para 1986, adquire por inteiro a Toleman, iniciando uma nova equipe.
Para a temporada de 1986: com os motores BMW Turbo, com os pneus Pirelli e com o austríaco Gerhard Berger - o vencedor do primeiro GP do time, no ano de estreia, no GP do México - e o italiano Teo Fabi (vindo da Toleman no ano anterior), a Benetton termina em 6º lugar (de 13 equipes) em seu ano de estréia marcando 19 pontos, com dois pódios de Berger (uma vitória e um 3º lugar) e duas poles de Fabi.
Em 1987, Berger deixa o time, substituído pelo belga Thierry Boutsen, apesar de teoricamente ter sido uma mudança ruim, a equipe é mais constante com os motores Ford Turbo, marcando 28 pontos e conseguindo uma 5ª colocação e dois 3ºs lugares. Em 1988, o motor passa a ser Ford Cosworth V8 aspirado. Depois de dois anos, Fabi abandona o time e chega para o seu lugar, o compatriota Alessandro Nannini. A Benetton consegue o 3º lugar do campeonato de construtores marcando 39 pontos com seus 7 pódios, e Boutsen consegue o 4º lugar na disputa de pilotos.
Na virada da década, em 1989, é a vez de Boutsen sair para a entrada do inglês Johnny Herbert, que na corrida de estreia, o GP do Brasil termina em 4º lugar. Fez mais cinco provas, e é trocado por um compatriota de Nannini, Emanuele Pirro, que marca apenas 2 pontos. Enquanto isso, Nannini vence seu primeiro (e único) GP no Japão (após a desclassificação de Ayrton Senna), além de conquistar dois pódios, deixando a equipe em 4º lugar.

### Anos Dourados

#### A Era Piquet

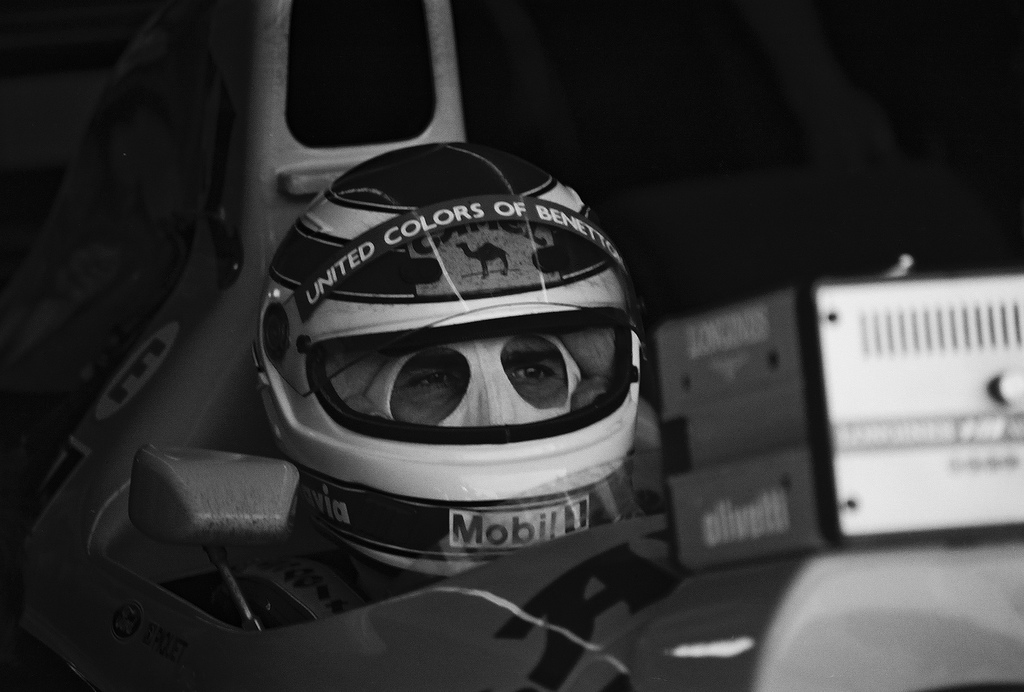
Nelson Piquet no GP dos EUA de 1991.

Chega a temporada de 1990, e a equipe contrata ninguém menos que o tricampeão brasileiro Nelson Piquet, recém-saído da Lotus. Nannini permanence constante, conquistando alguns pódios até ser substituído nas últimas duas corridas pelo brasileiro Roberto Pupo Moreno, por ter sofrido um acidente aéreo que quase o fez perder o braço. Um excelente ano para a equipe terminando novamente em 3º lugar com 71 pontos e 3º também no Mundial de Pilotos com Piquet vencendo duas provas: Japão e Austrália, (o GP 500 da História da Fórmula 1) - quando de maneira magnífica ele fechou a porta na última tentativa do inglês Nigel Mansell da Ferrari para ultrapassá-lo.
Para o ano de 1991, a Benetton contrata o projetista John Barnard, gênio que revolucionou a Fórmula 1 fazendo história na McLaren, recém saído da Ferrari, onde introduziu o câmbio semi-automático na categoria. Na Benetton, Barnard mais uma vez iria revolucionar a categoria, criando o B191, o primeiro carro de Fórmula 1 com o bico elevado, conhecido como "Benetton Tubarão". Para dirigir os carros, a equipe mantém no começo a dupla brasileira que terminara o ano anterior, e assina um contrato de fornecimento de pneus com a italiana Pirelli. A chance para disputar o título com as grandes escuderias era remota, pois a dupla brasileira teria duras penas para desenvolver o revolucionário carro de Barnard... mas acaba surpreendendo logo em suas primeiras corridas: Nelson Piquet conquista sua última vitória de maneira inesperada em seu último ano no GP do Canadá, quando Mansell acidentalmente desligou o carro para acenar aos fãs. No GP da Itália, Moreno é desligado do time sendo substituído de forma definitiva até o final do campeonato pelo jovem alemão Michael Schumacher, vindo da Jordan na corrida anterior, na Bélgica. Um ano bem menos constante deixa a equipe em 4º lugar.

#### A Era Schumacher

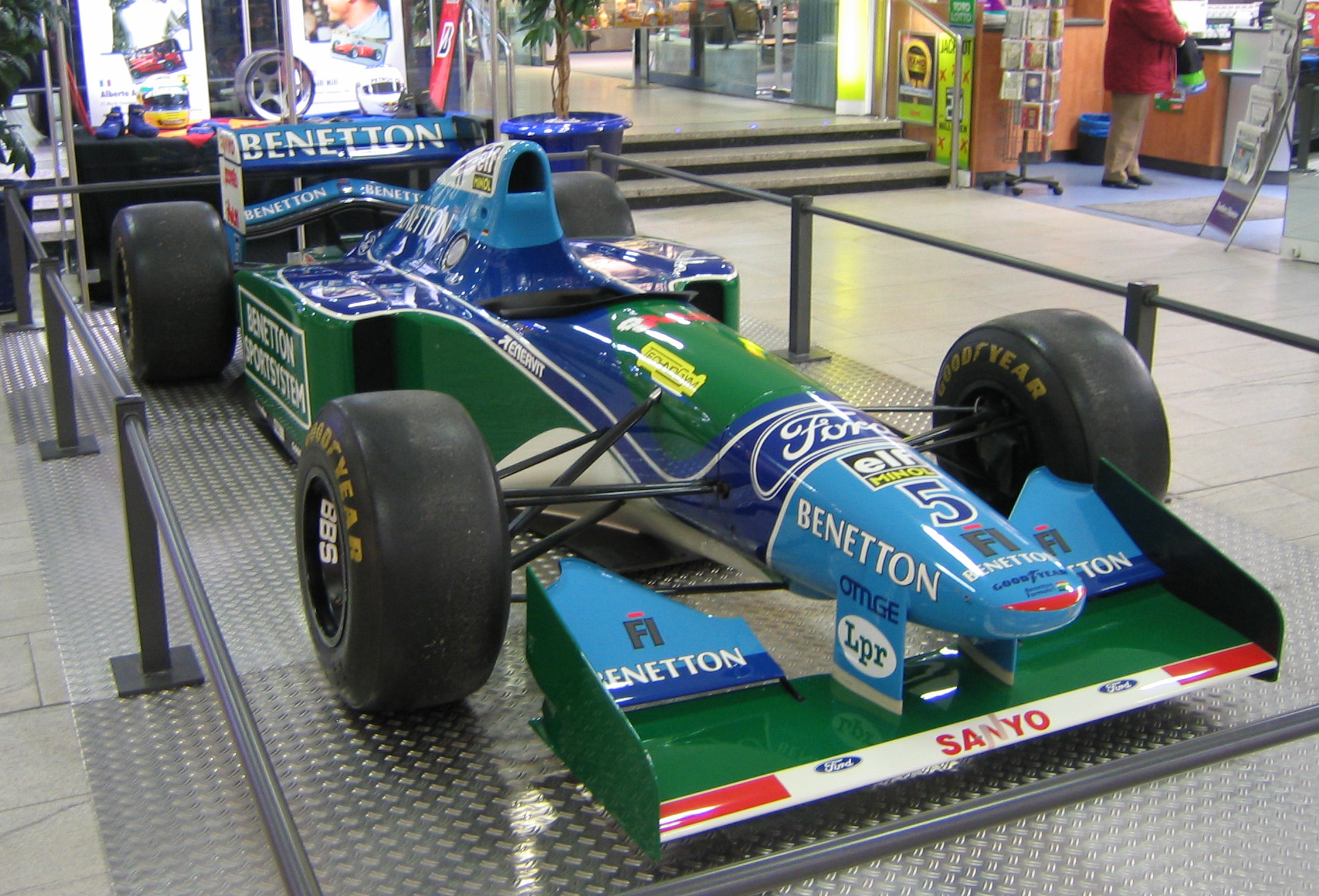
O Benetton B194, carro do primeiro título de Michael Schumacher, em 1994.

Depois de correr cinco GPs em 1991, Schumacher continua na equipe em 1992, e tem como seu parceiro o veterano inglês Martin Brundle no lugar de Piquet que se aposentou na última temporada. Agora com pneus Goodyear, o desempenho da Benetton é muito constante, sua pior colocação geral em uma corrida foi um 13º com Brundle e um 7º com Schumacher, conquistando 12 pódios, além da vitória do alemão no GP da Bélgica. Nesse ano, Schumacher termina em 3º no mundial de pilotos, mesma posição da Benetton no de construtores, com 91 pontos.
Em 1993, Schumacher continua e quem vem é o veterano Riccardo Patrese, vice-campeão do ano anterior pela Williams, que terminaria a carreira nesse mesmo ano. Apesar de ser menos estável, a Benetton realiza novamente uma boa campanha, termina em 3º lugar com uma vitória de Schumacher em Portugal e 11 pódios dos dois pilotos.
Com a aposentadoria de Patrese, a Benetton contrata para 1994 o holandês Jos Verstappen, substituído em algumas corridas pelo finlandês Jyrki Järvilehto (que substituiu Schumacher em 2 GPs) e traz de volta Johnny Herbert. Mesmo com toda essa mudança, Schummy conquista o 1º de seus 7 títulos de pilotos, com 8 vitórias e 6 pole-positions, além de dois segundos lugares. Devido a confusão de bastidores na mudança de pilotos, a Benetton, apesar do título de pilotos e de dois pódios de Verstappen, não consegue o campeonato de construtores nesse ano.
No ano de 1995, a Benetton acerta com os motores campeões de Construtores da última temporada pela Williams, os motores Renault, e faz sua melhor apresentação da história, aprendendo com os erros do ano anterior o time mantém a mesma dupla em todos os GPs - Herbert e Schumacher -, e conquista o título de construtores (único na história do time), além do bicampeonato do piloto alemão; foram 11 vitórias (9 de Michael, 2 de Herbert) e 137 pontos.

#### A Dupla Dinâmica
Após a saída de Michael Schumacher e Herbert, a Benetton traz uma dupla, teoricamente, à altura: Gerhard Berger volta à "velha casa" e dessa vez com o interminável Jean Alesi, em um time que, se não foi o melhor, foi um dos mais engraçados, carismáticos e emocionantes da história da categoria, permanecendo entre 1996 e 1997.
No primeiro ano foram 10 pódios e uma 3ª colocação no campeonato com 68 pontos e a melhor participação da carreira de Jean Alesi - 4º lugar e 47 pontos, e no segundo, Berger conquista sua última vitória na Alemanha (e a última da Benetton) a equipe conquista duas poles: uma de Berger (última do austríaco), também em Hockenheim e outra de Alesi na Itália, repetindo a 3ª colocação.

### A decadência
Com a saída dos motores oficiais da Renault e a entrada dos obscuros Playlife (motores Renault de classe B), a Benetton entra em decadência, culminando com a venda da equipe em 2000. No entanto, esse período foi salvo por uma promessa italiana, Giancarlo Fisichella, que já estava na F-1 desde 1996.
- A Era Fisichella e o fim

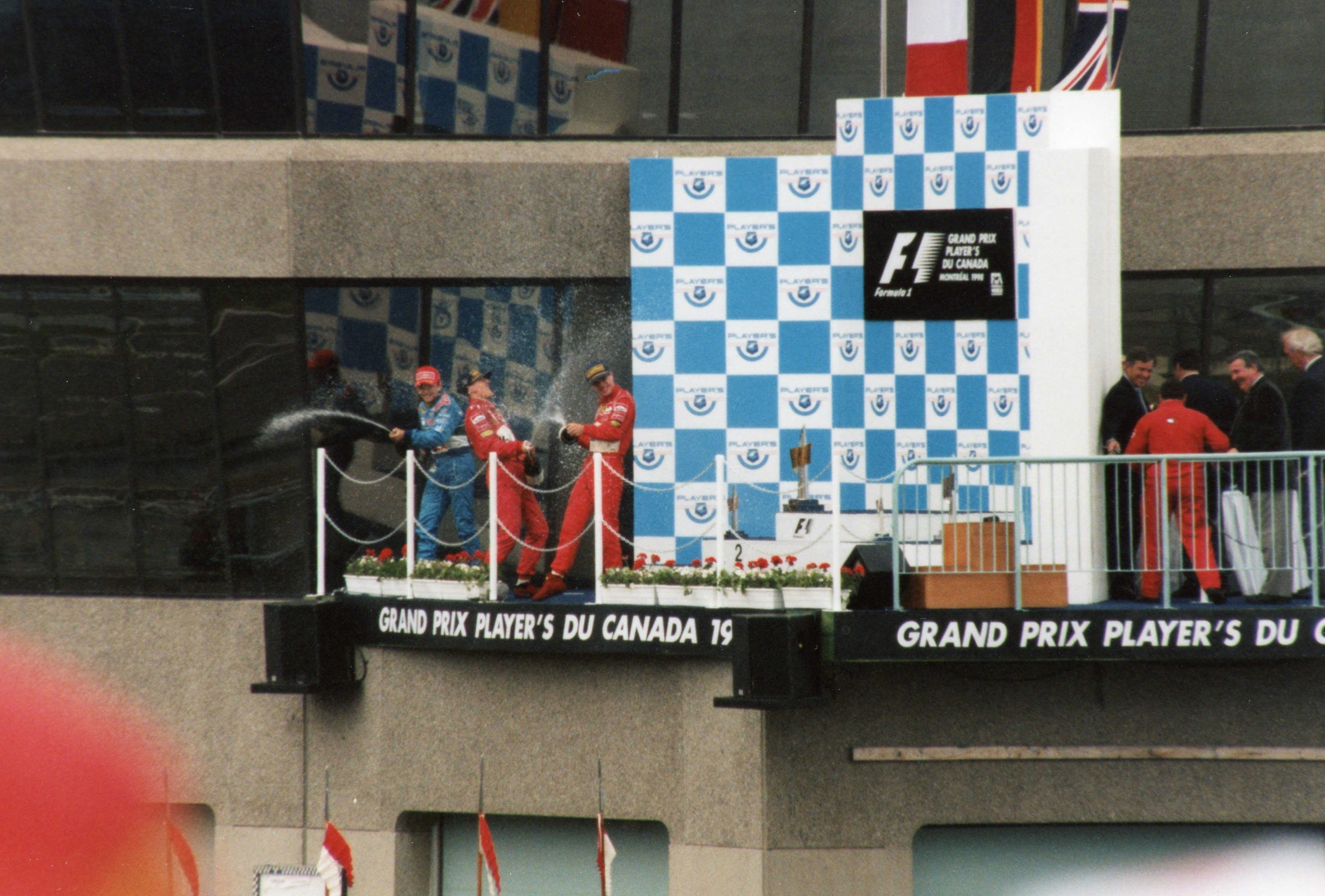
(de boné vermelho o 2º colocado) Fisichella, Schumacher (no meio o vencedor) e Irvine (3º colocado) no podium do GP do Canadá de 1998.

Em 1998, com uma nova equipe composta por Giancarlo Fisichella e por outra promessa austríaca, Alexander Wurz, que já havia corrido 3 GP's no lugar de Berger no ano anterior, a Benetton termina no 5º lugar com 33 pontos, com dois pódios espetaculares de Fisichella em Mônaco e no Canadá, além da pole position do italiano, na Áustria. A dupla é mantida para 1999, no entanto o time foi muito inconstante com diversas quebras. Mas a equipe foi salva novamente por Fisichella, que fez um excelente 2º lugar consecutivo em Montreal, terminando em 6º lugar nos construtores.
O ano de 2000 começa, na equipe, com o anúncio da compra da equipe pela Renault, porém mantendo o nome Benetton até o final de 2001. Pela terceira temporada, a dupla é a mesma, e o desempenho novamente foi o mesmo, um carro fraquíssimo e Fisichella, novamente, salva a equipe com mais 3 pódios, marcando 18 dos 20 pontos totais da equipe na temporada, que termina em 4º lugar empatada com a BAR. Nesse mesmo ano, Michael Schumacher é, depois de 5 anos do título na Benetton, tricampeão, dessa vez na Ferrari.
Em 2001, Wurz sai da equipe e entra uma jovem promessa inglesa, Jenson Button, que correu na Williams no campeonato anterior, a Renault fornece os motores, e Fisichella conquista um podium solitário com o 3º lugar na Bélgica, o último da história da equipe, marcando 8 dos 10 pontos do time e o 7º lugar no Mundial de Construtores.
No final do ano, a Renault assume o comando de vez, colocando fim na Benetton, depois de 17 anos, 15 poles, 27 vitórias, 36 voltas mais rápidas, 102 pódios e 851 pontos.

## Campeões Mundiais
| Campeonatos | Piloto             | Temporadas |
| ----------- | ------------------ | ---------- |
| 2           | Michael Schumacher | 1994, 1995 |

## Pilotos
| Ano  | Nome                         | Chassis    | Pneus | Motor    | Lubrificante | Número do Carro | Pilotos              | Pilotos de testes                                                              | Classificação de Construtores |
| ---- | ---------------------------- | ---------- | ----- | -------- | ------------ | --------------- | -------------------- | ------------------------------------------------------------------------------ | ----------------------------- |
| 2001 | Mild Seven Benetton Renault  | B201       | M     | Renault  | Elf          | 7               | Giancarlo Fisichella | Mark Webber Fernando Alonso                                                    | 7° lugar 10 pontos            |
| 2001 | Mild Seven Benetton Renault  | B201       | M     | Renault  | Elf          | 8               | Jenson Button        | Mark Webber Fernando Alonso                                                    | 7° lugar 10 pontos            |
| 2000 | Mild Seven Benetton Playlife | B200       | B     | Supertec | Agip         | 11              | Giancarlo Fisichella | Hidetoshi Mitsusada Antonio Pizzonia                                           | 4° lugar 20 pontos            |
| 2000 | Mild Seven Benetton Playlife | B200       | B     | Supertec | Agip         | 12              | Alexander Wurz       | Hidetoshi Mitsusada Antonio Pizzonia                                           | 4° lugar 20 pontos            |
| 1999 | Mild Seven Benetton Playlife | B199       | B     | Playlife | Agip         | 9               | Giancarlo Fisichella | Laurent Rédon                                                                  | 6° lugar 16 pontos            |
| 1999 | Mild Seven Benetton Playlife | B199       | B     | Playlife | Agip         | 10              | Alexander Wurz       | Laurent Rédon                                                                  | 6° lugar 16 pontos            |
| 1998 | Mild Seven Benetton Playlife | B198       | B     | Playlife | Agip         | 5               | Giancarlo Fisichella |                                                                                | 5° lugar 33 pontos            |
| 1998 | Mild Seven Benetton Playlife | B198       | B     | Playlife | Agip         | 6               | Alexander Wurz       |                                                                                | 5° lugar 33 pontos            |
| 1997 | Mild Seven Benetton Renault  | B197       | G     | Renault  | Agip         | 7               | Jean Alesi           | Alexander Wurz                                                                 | 3° lugar 67 pontos            |
| 1997 | Mild Seven Benetton Renault  | B197       | G     | Renault  | Agip         | 8               | Gerhard Berger       | Alexander Wurz                                                                 | 3° lugar 67 pontos            |
| 1997 | Mild Seven Benetton Renault  | B197       | G     | Renault  | Agip         | 8               | Alexander Wurz       | Alexander Wurz                                                                 | 3° lugar 67 pontos            |
| 1996 | Mild Seven Benetton Renault  | B196       | G     | Renault  | Elf          | 3               | Jean Alesi           | Vincenzo Sospiri                                                               | 3° lugar 68 pontos            |
| 1996 | Mild Seven Benetton Renault  | B196       | G     | Renault  | Elf          | 4               | Gerhard Berger       | Vincenzo Sospiri                                                               | 3° lugar 68 pontos            |
| 1995 | Mild Seven Benetton Renault  | B195       | G     | Renault  | Elf          | 1               | Michael Schumacher   | Emmanuel Collard                                                               | Campeã 147 pontos             |
| 1995 | Mild Seven Benetton Renault  | B195       | G     | Renault  | Elf          | 2               | Johnny Herbert       | Emmanuel Collard                                                               | Campeã 147 pontos             |
| 1994 | Mild Seven Benetton Ford     | B194       | G     | Ford     | Elf          | 5               | Michael Schumacher   | Jos Verstappen                                                                 | 2° lugar 103 pontos           |
| 1994 | Mild Seven Benetton Ford     | B194       | G     | Ford     | Elf          | 5               | JJ Letho             | Jos Verstappen                                                                 | 2° lugar 103 pontos           |
| 1994 | Mild Seven Benetton Ford     | B194       | G     | Ford     | Elf          | 6               | Jos Verstappen       | Jos Verstappen                                                                 | 2° lugar 103 pontos           |
| 1994 | Mild Seven Benetton Ford     | B194       | G     | Ford     | Elf          | 6               | JJ Lehto             | Jos Verstappen                                                                 | 2° lugar 103 pontos           |
| 1994 | Mild Seven Benetton Ford     | B194       | G     | Ford     | Elf          | 6               | Johnny Herbert       | Jos Verstappen                                                                 | 2° lugar 103 pontos           |
| 1993 | Camel Benetton Ford          | B193 B193B | G     | Ford     | Elf          | 5               | Michael Schumacher   | Paul Belmondo Perry McCarthy Allan McNish Andrea Montermini Alessandro Zanardi | 3° lugar 72 pontos            |
| 1993 | Camel Benetton Ford          | B193 B193B | G     | Ford     | Elf          | 6               | Riccardo Patrese     | Paul Belmondo Perry McCarthy Allan McNish Andrea Montermini Alessandro Zanardi | 3° lugar 72 pontos            |
| 1992 | Camel Benetton Ford          | B191B      | G     | Ford     | Mobil        | 19              | Michael Schumacher   | Alessandro Zanardi                                                             | 3° lugar 91 pontos            |
| 1992 | Camel Benetton Ford          | B191B      | G     | Ford     | Mobil        | 20              | Martin Brundle       | Alessandro Zanardi                                                             | 3° lugar 91 pontos            |
| 1992 | Camel Benetton Ford          | B192       | G     | Ford     | Mobil        | 19              | Michael Schumacher   | Alessandro Zanardi                                                             | 3° lugar 91 pontos            |
| 1992 | Camel Benetton Ford          | B192       | G     | Ford     | Mobil        | 20              | Martin Brundle       | Alessandro Zanardi                                                             | 3° lugar 91 pontos            |
| 1991 | Camel Benetton Ford          | B190B      | P     | Ford     | Mobil        | 19              | Roberto Moreno       |                                                                                | 4º lugar 38.5 pontos          |
| 1991 | Camel Benetton Ford          | B190B      | P     | Ford     | Mobil        | 20              | Nelson Piquet        |                                                                                | 4º lugar 38.5 pontos          |
| 1991 | Camel Benetton Ford          | B191       | P     | Ford     | Mobil        | 19              | Roberto Moreno       |                                                                                | 4º lugar 38.5 pontos          |
| 1991 | Camel Benetton Ford          | B191       | P     | Ford     | Mobil        | 19              | Michael Schumacher   |                                                                                | 4º lugar 38.5 pontos          |
| 1991 | Camel Benetton Ford          | B191       | P     | Ford     | Mobil        | 20              | Nelson Piquet        |                                                                                | 4º lugar 38.5 pontos          |
| 1990 | Benetton Formula Ltd         | B189B      | G     | Ford     | Mobil        | 19              | Alessandro Nannini   | Johnny Dumfries Roberto Moreno                                                 | 3° lugar 71 pontos            |
| 1990 | Benetton Formula Ltd         | B189B      | G     | Ford     | Mobil        | 20              | Nelson Piquet        | Johnny Dumfries Roberto Moreno                                                 | 3° lugar 71 pontos            |
| 1990 | Benetton Formula Ltd         | B190       | G     | Ford     | Mobil        | 19              | Alessandro Nannini   | Johnny Dumfries Roberto Moreno                                                 | 3° lugar 71 pontos            |
| 1990 | Benetton Formula Ltd         | B190       | G     | Ford     | Mobil        | 19              | Roberto Moreno       | Johnny Dumfries Roberto Moreno                                                 | 3° lugar 71 pontos            |
| 1990 | Benetton Formula Ltd         | B190       | G     | Ford     | Mobil        | 20              | Nelson Piquet        | Johnny Dumfries Roberto Moreno                                                 | 3° lugar 71 pontos            |
| 1989 | Benetton Formula Ltd         | B188       | G     | Ford     | Mobil        | 19              | Alessandro Nannini   | Johnny Dumfries Johnny Herbert                                                 | 4° lugar 39 pontos            |
| 1989 | Benetton Formula Ltd         | B188       | G     | Ford     | Mobil        | 20              | Johnny Herbert       | Johnny Dumfries Johnny Herbert                                                 | 4° lugar 39 pontos            |
| 1989 | Benetton Formula Ltd         | B188       | G     | Ford     | Mobil        | 20              | Emanuele Pirro       | Johnny Dumfries Johnny Herbert                                                 | 4° lugar 39 pontos            |
| 1989 | Benetton Formula Ltd         | B189       | G     | Ford     | Mobil        | 19              | Alessandro Nannini   | Johnny Dumfries Johnny Herbert                                                 | 4° lugar 39 pontos            |
| 1989 | Benetton Formula Ltd         | B189       | G     | Ford     | Mobil        | 20              | Emanuele Pirro       | Johnny Dumfries Johnny Herbert                                                 | 4° lugar 39 pontos            |
| 1988 | Benetton Formula Ltd         | B188       | G     | Ford     | Mobil        | 19              | Alessandro Nannini   |                                                                                | 3° lugar 39 pontos            |
| 1988 | Benetton Formula Ltd         | B188       | G     | Ford     | Mobil        | 20              | Thierry Boutsen      |                                                                                | 3° lugar 39 pontos            |
| 1987 | Benetton Formula Ltd         | B187       | G     | Ford     | Mobil        | 19              | Teo Fabi             |                                                                                | 5° lugar 28 pontos            |
| 1987 | Benetton Formula Ltd         | B187       | G     | Ford     | Mobil        | 20              | Thierry Boutsen      |                                                                                | 5° lugar 28 pontos            |
| 1986 | Benetton Formula Ltd         | B186       | P     | BMW      | Castrol      | 19              | Teo Fabi             |                                                                                | 6° lugar 19 pontos            |
| 1986 | Benetton Formula Ltd         | B186       | P     | BMW      | Castrol      | 20              | Gerhard Berger       |                                                                                | 6° lugar 19 pontos            |

## Resultados
(legenda)
|      |       |                      |   |    |                      |     |     |     |     |     |     |     |     |     |     |     |     |     |     |     |     |     |      |    |  |  |
|      |       |                      |   |    |                      | AUS | MAL | BRA | SMR | SPA | AUT | MON | CAN | EUR | FRA | GBR | GER | HUN | BEL | ITA | USA | JPN |      |    |  |  |
| 2001 | B201  | Renault RS21 V10     | M | 7  | Giancarlo Fisichella | 13  | Ret | 6   | Ret | 14  | Ret | Ret | Ret | 11  | 11  | 13  | 4   | Ret | 3   | 10  | 8   | 17  | 10   | 7º |  |  |
| 2001 | B201  | Renault RS21 V10     | M | 8  | Jenson Button        | 14  | 11  | 10  | 12  | 15  | Ret | 7   | Ret | 13  | 16  | 15  | 5   | Ret | Ret | Ret | 9   | 7   | 10   | 7º |  |  |
|      |       |                      |   |    |                      |     |     |     |     |     |     |     |     |     |     |     |     |     |     |     |     |     |      |    |  |  |
|      |       |                      |   |    |                      | AUS | BRA | SMR | GBR | SPA | EUR | MON | CAN | FRA | AUT | GER | HUN | BEL | ITA | USA | JPN | MAL |      |    |  |  |
| 2000 | B200  | Playlife FB02 V10    | B | 11 | Giancarlo Fisichella | 5   | 2   | 11  | 7   | 9   | 5   | 3   | 3   | 9   | Ret | Ret | Ret | Ret | 11  | Ret | 14  | 9   | 20   | 4º |  |  |
| 2000 | B200  | Playlife FB02 V10    | B | 12 | Alexander Wurz       | 7   | Ret | 9   | 9   | 10  | 12  | Ret | 9   | Ret | 10  | Ret | 11  | 13  | 5   | 10  | Ret | 7   | 20   | 4º |  |  |
|      |       |                      |   |    |                      |     |     |     |     |     |     |     |     |     |     |     |     |     |     |     |     |     |      |    |  |  |
|      |       |                      |   |    |                      | AUS | BRA | SMR | MON | SPA | CAN | FRA | GBR | AUT | GER | HUN | BEL | ITA | EUR | MAL | JPN |     |      |    |  |  |
| 1999 | B199  | Playlife FB01 V10    | B | 9  | Giancarlo Fisichella | 4   | Ret | 5   | 5   | 9   | 2   | Ret | 7   | 12  | Ret | Ret | 11  | Ret | Ret | 11  | 14  |     | 16   | 6º |  |  |
| 1999 | B199  | Playlife FB01 V10    | B | 10 | Alexander Wurz       | Ret | 7   | Ret | 6   | 10  | Ret | Ret | 10  | 5   | 7   | 7   | 14  | Ret | Ret | 8   | 10  |     | 16   | 6º |  |  |
|      |       |                      |   |    |                      |     |     |     |     |     |     |     |     |     |     |     |     |     |     |     |     |     |      |    |  |  |
|      |       |                      |   |    |                      | AUS | BRA | ARG | SMR | SPA | MON | CAN | FRA | GBR | AUT | GER | HUN | BEL | ITA | LUX | JPN |     |      |    |  |  |
| 1998 | B198  | Playlife GC37-01 V10 | B | 5  | Giancarlo Fisichella | Ret | 6   | 7   | Ret | Ret | 2   | 2   | 9   | 5   | Ret | 7   | 8   | Ret | 8   | 6   | 8   |     | 33   | 5º |  |  |
| 1998 | B198  | Playlife GC37-01 V10 | B | 6  | Alexander Wurz       | 7   | 4   | 4   | Ret | 4   | Ret | 4   | 5   | 4   | 9   | 11  | Ret | Ret | Ret | 7   | 9   |     | 33   | 5º |  |  |
|      |       |                      |   |    |                      |     |     |     |     |     |     |     |     |     |     |     |     |     |     |     |     |     |      |    |  |  |
|      |       |                      |   |    |                      | AUS | BRA | ARG | SMR | MON | SPA | CAN | FRA | GBR | GER | HUN | BEL | ITA | AUT | LUX | JPN | EUR |      |    |  |  |
| 1997 | B197  | Renault RS9 V10      | G | 7  | Jean Alesi           | Ret | 6   | 7   | 5   | Ret | 3   | 2   | 5   | 2   | 6   | 11  | 8   | 2   | Ret | 2   | 5   | 13  | 67   | 3º |  |  |
| 1997 | B197  | Renault RS9 V10      | G | 8  | Gerhard Berger       | 4   | 2   | 6   | Ret | 9   | 10  |     |     |     | 1   | 8   | 6   | 7   | 10  | 4   | 8   | 4   | 67   | 3º |  |  |
| 1997 | B197  | Renault RS9 V10      | G | 8  | Alexander Wurz       |     |     |     |     |     |     | Ret | Ret | 3   |     |     |     |     |     |     |     |     | 67   | 3º |  |  |
|      |       |                      |   |    |                      |     |     |     |     |     |     |     |     |     |     |     |     |     |     |     |     |     |      |    |  |  |
|      |       |                      |   |    |                      | AUS | BRA | ARG | EUR | SMR | MON | SPA | FRA | FRA | GBR | GER | HUN | BEL | ITA | POR | JPN |     |      |    |  |  |
| 1996 | B196  | Renault RS8 V10      | G | 3  | Jean Alesi           | Ret | 2   | 3   | Ret | 6   | Ret | 2   | 3   | 3   | Ret | 2   | 3   | 4   | 2   | 4   | Ret |     | 68   | 3º |  |  |
| 1996 | B196  | Renault RS8 V10      | G | 4  | Gerhard Berger       | 4   | Ret | Ret | 9   | 3   | Ret | Ret | Ret | 4   | 2   | 13  | Ret | 6   | Ret | 6   | 4   |     | 68   | 3º |  |  |
|      |       |                      |   |    |                      |     |     |     |     |     |     |     |     |     |     |     |     |     |     |     |     |     |      |    |  |  |
|      |       |                      |   |    |                      | BRA | ARG | SMR | SPA | MON | FRA | FRA | GBR | GER | HUN | BEL | ITA | POR | EUR | PAC | JPN | AUS |      |    |  |  |
| 1995 | B195  | Renault RS7 V10      | G | 1  | Michael Schumacher   | 1   | 3   | Ret | 1   | 1   | 5   | 1   | Ret | 1   | 11  | 1   | Ret | 2   | 1   | 1   | 1   | Ret | 137  | 1º |  |  |
| 1995 | B195  | Renault RS7 V10      | G | 2  | Johnny Herbert       | Ret | 4   | 7   | 2   | 4   | Ret | Ret | 1   | 4   | 4   | 7   | 1   | 7   | 5   | 6   | 3   | Ret | 137  | 1º |  |  |
|      |       |                      |   |    |                      |     |     |     |     |     |     |     |     |     |     |     |     |     |     |     |     |     |      |    |  |  |
|      |       |                      |   |    |                      | BRA | PAC | SMR | MON | SPA | FRA | FRA | GBR | GER | HUN | BEL | ITA | POR | EUR | JPN | AUS |     |      |    |  |  |
| 1994 | B194  | Ford ECA Zetec-R V8  | G | 5  | Michael Schumacher   | 1   | 1   | 1   | 1   | 2   | 1   | 1   | DSQ | Ret | 1   | DSQ | EX  | EX  | 1   | 2   | Ret |     | 103  | 2ª |  |  |
| 1994 | B194  | Ford ECA Zetec-R V8  | G | 5  | JJ Lehto             |     |     |     |     |     |     |     |     |     |     |     | 9   | Ret |     |     |     |     | 103  | 2ª |  |  |
| 1994 | B194  | Ford ECA Zetec-R V8  | G | 6  | Jos Verstappen       | Ret | Ret |     |     |     |     | Ret | 8   | Ret | 3   | 3   | Ret | 5   | Ret |     |     |     | 103  | 2ª |  |  |
| 1994 | B194  | Ford ECA Zetec-R V8  | G | 6  | JJ Lehto             |     |     | Ret | 7   | Ret | 6   |     |     |     |     |     |     |     |     |     |     |     | 103  | 2ª |  |  |
| 1994 | B194  | Ford ECA Zetec-R V8  | G | 6  | Johnny Herbert       |     |     |     |     |     |     |     |     |     |     |     |     |     |     | Ret | Ret |     | 103  | 2ª |  |  |
|      |       |                      |   |    |                      |     |     |     |     |     |     |     |     |     |     |     |     |     |     |     |     |     |      |    |  |  |
|      |       |                      |   |    |                      | RSA | BRA | EUR | SMR | SPA | MON | CAN | FRA | GBR | GER | HUN | BEL | ITA | POR | JPN | AUS |     |      |    |  |  |
| 1993 | B193  | Ford HBA/7 V8        | G | 5  | Michael Schumacher   | Ret | 3   |     |     |     |     |     |     |     |     |     |     |     |     |     |     |     | 72   | 3º |  |  |
| 1993 | B193  | Ford HBA/7 V8        | G | 6  | Riccardo Patrese     | Ret | Ret |     |     |     |     |     |     |     |     |     |     |     |     |     |     |     | 72   | 3º |  |  |
| 1993 | B193B | Ford HBA/7 V8        | G | 5  | Michael Schumacher   |     |     | Ret | 2   | 3   | Ret | 2   | 3   | 2   | 2   | Ret | 2   | Ret | 1   | Ret | Ret |     | 72   | 3º |  |  |
| 1993 | B193B | Ford HBA/7 V8        | G | 6  | Riccardo Patrese     |     |     | 5   | Ret | 4   | Ret | Ret | 10  | 3   | 5   | 2   | 6   | 5   | 16  | Ret | 8   |     | 72   | 3º |  |  |
|      |       |                      |   |    |                      |     |     |     |     |     |     |     |     |     |     |     |     |     |     |     |     |     |      |    |  |  |
|      |       |                      |   |    |                      | RSA | MEX | BRA | SPA | SMR | MON | CAN | FRA | GBR | GER | HUN | BEL | ITA | POR | JPN | AUS |     |      |    |  |  |
| 1992 | B191B | Ford HB6/7 V8        | G | 19 | Michael Schumacher   | 4   | 3   | 3   |     |     |     |     |     |     |     |     |     |     |     |     |     |     | 91   | 3º |  |  |
| 1992 | B191B | Ford HB6/7 V8        | G | 20 | Martin Brundle       | Ret | Ret | Ret |     |     |     |     |     |     |     |     |     |     |     |     |     |     | 91   | 3º |  |  |
| 1992 | B192  | Ford HB6/7 V8        | G | 19 | Michael Schumacher   |     |     |     | 2   | Ret | 4   | 2   | Ret | 4   | 3   | Ret | 1   | 3   | 7   | Ret | 2   |     | 91   | 3º |  |  |
| 1992 | B192  | Ford HB6/7 V8        | G | 20 | Martin Brundle       |     |     |     | Ret | 4   | 5   | Ret | 3   | 3   | 4   | 5   | 4   | 2   | 4   | 3   | 3   |     | 91   | 3º |  |  |
|      |       |                      |   |    |                      |     |     |     |     |     |     |     |     |     |     |     |     |     |     |     |     |     |      |    |  |  |
|      |       |                      |   |    |                      | USA | BRA | SMR | MON | CAN | MEX | FRA | GBR | GER | HUN | BEL | ITA | POR | SPA | JPN | AUS |     |      |    |  |  |
| 1991 | B190B | Ford HB5 V8          | P | 19 | Roberto Moreno       | Ret | 7   |     |     |     |     |     |     |     |     |     |     |     |     |     |     |     | 38.5 | 4º |  |  |
| 1991 | B190B | Ford HB5 V8          | P | 20 | Nelson Piquet        | 3   | 5   |     |     |     |     |     |     |     |     |     |     |     |     |     |     |     | 38.5 | 4º |  |  |
| 1991 | B191  | Ford HB5 V8          | P | 19 | Roberto Moreno       |     |     | 13  | 4   | Ret | 5   | Ret | Ret | 8   | 8   | 4   |     |     |     |     |     |     | 38.5 | 4º |  |  |
| 1991 | B191  | Ford HB5 V8          | P | 19 | Michael Schumacher   |     |     |     |     |     |     |     |     |     |     |     | 5   | 6   | 6   | Ret | Ret |     | 38.5 | 4º |  |  |
| 1991 | B191  | Ford HB5 V8          | P | 20 | Nelson Piquet        |     |     | Ret | Ret | 1   | Ret | 8   | 5   | Ret | Ret | 3   | 6   | 5   | 11  | 7   | 41  |     | 38.5 | 4º |  |  |
|      |       |                      |   |    |                      |     |     |     |     |     |     |     |     |     |     |     |     |     |     |     |     |     |      |    |  |  |
|      |       |                      |   |    |                      | USA | BRA | SMR | MON | CAN | MEX | FRA | GBR | GER | HUN | BEL | ITA | POR | SPA | JPN | AUS |     |      |    |  |  |
| 1990 | B189B | Ford HBA4 V8         | G | 19 | Alessandro Nannini   | 11  | 10  |     |     |     |     |     |     |     |     |     |     |     |     |     |     |     | 71   | 3º |  |  |
| 1990 | B189B | Ford HBA4 V8         | G | 20 | Nelson Piquet        | 4   | 6   |     |     |     |     |     |     |     |     |     |     |     |     |     |     |     | 71   | 3º |  |  |
| 1990 | B190  | Ford HBA4 V8         | G | 19 | Alessandro Nannini   |     |     | 3   | Ret | Ret | 4   | 16  | Ret | 2   | Ret | 4   | 8   | 6   | 3   |     |     |     | 71   | 3º |  |  |
| 1990 | B190  | Ford HBA4 V8         | G | 19 | Roberto Moreno       |     |     |     |     |     |     |     |     |     |     |     |     |     |     | 2   | 7   |     | 71   | 3º |  |  |
| 1990 | B190  | Ford HBA4 V8         | G | 20 | Nelson Piquet        | 4   | 6   | 5   | DSQ | 2   | 6   | 4   | 5   | Ret | 3   | 5   | 7   | 5   | Ret | 1   | 1   |     | 71   | 3º |  |  |
|      |       |                      |   |    |                      |     |     |     |     |     |     |     |     |     |     |     |     |     |     |     |     |     |      |    |  |  |
|      |       |                      |   |    |                      | BRA | SMR | MON | MEX | USA | CAN | FRA | GBR | GER | HUN | BEL | ITA | POR | SPA | JPN | AUS |     |      |    |  |  |
| 1989 | B188  | Ford Cosworth DFR V8 | G | 19 | Alessandro Nannini   | 6   | 3   | 8   | 4   | Ret | DSQ |     |     |     |     |     |     |     |     |     |     |     | 39   | 4º |  |  |
| 1989 | B188  | Ford Cosworth DFR V8 | G | 20 | Johnny Herbert       | 4   | 11  | 14  | 15  | 5   | DNQ |     |     |     |     |     |     |     |     |     |     |     | 39   | 4º |  |  |
| 1989 | B188  | Ford Cosworth DFR V8 | G | 20 | Emanuele Pirro       |     |     |     |     |     |     | 9   | 11  |     |     |     |     |     |     |     |     |     | 39   | 4º |  |  |
| 1989 | B189  | Ford HBA4 V8         | G | 19 | Alessandro Nannini   |     |     |     |     |     |     | Ret | 3   | Ret | Ret | 5   | Ret | 4   | Ret | 1   | 2   |     | 39   | 4º |  |  |
| 1989 | B189  | Ford HBA4 V8         | G | 20 | Emanuele Pirro       |     |     |     |     |     |     |     |     | Ret | 8   | 10  | Ret | Ret | Ret | Ret | 5   |     | 39   | 4º |  |  |
|      |       |                      |   |    |                      |     |     |     |     |     |     |     |     |     |     |     |     |     |     |     |     |     |      |    |  |  |
|      |       |                      |   |    |                      | BRA | SMR | MON | MEX | CAN | USE | FRA | GBR | GER | HUN | BEL | ITA | POR | SPA | JPN | AUS |     |      |    |  |  |
| 1988 | B188  | Ford Cosworth DFR V8 | G | 19 | Alessandro Nannini   | Ret | 6   | Ret | 7   | Ret | Ret | 6   | 3   | 18  | Ret | DSQ | 9   | Ret | 3   | 5   | Ret |     | 39   | 3º |  |  |
| 1988 | B188  | Ford Cosworth DFR V8 | G | 20 | Thierry Boutsen      | 7   | 4   | 8   | 8   | 3   | 3   | Ret | Ret | 6   | 3   | DSQ | 6   | 3   | 9   | 3   | 5   |     | 39   | 3º |  |  |
|      |       |                      |   |    |                      |     |     |     |     |     |     |     |     |     |     |     |     |     |     |     |     |     |      |    |  |  |
|      |       |                      |   |    |                      | BRA | SMR | BEL | MON | USE | FRA | GBR | GER | HUN | AUT | ITA | POR | SPA | MEX | JPN | AUS |     |      |    |  |  |
| 1987 | B187  | Ford GBA V6 Turbo    | G | 19 | Teo Fabi             | Ret | Ret | Ret | 8   | Ret | 5   | 6   | Ret | Ret | 3   | 7   | 4   | Ret | 5   | Ret | Ret |     | 28   | 5º |  |  |
| 1987 | B187  | Ford GBA V6 Turbo    | G | 20 | Thierry Boutsen      | 5   | Ret | Ret | Ret | Ret | Ret | 7   | Ret | 4   | 4   | 5   | 14  | Ret | Ret | 5   | 3   |     | 28   | 5º |  |  |
|      |       |                      |   |    |                      |     |     |     |     |     |     |     |     |     |     |     |     |     |     |     |     |     |      |    |  |  |
|      |       |                      |   |    |                      | BRA | SPA | SMR | MON | BEL | CAN | USE | FRA | GBR | GER | HUN | AUT | ITA | POR | MEX | AUS |     |      |    |  |  |
| 1986 | B186  | BMW L4 Turbo         | P | 19 | Teo Fabi             | 10  | 5   | Ret | Ret | 7   | Ret | Ret | Ret | Ret | Ret | Ret | Ret | Ret | 8   | Ret | 10  |     | 19   | 6º |  |  |
| 1986 | B186  | BMW L4 Turbo         | P | 20 | Gerhard Berger       | 6   | 6   | 3   | Ret | 10  | Ret | Ret | Ret | Ret | 10  | Ret | 7   | 5   | Ret | 1   | Ret |     | 19   | 6º |  |  |

Negrito = Pole.
Itálico = Melhor volta.
- = Classificado pois completou 90% ou mais da prova.

## Principais pilotos da Benetton
- Teo Fabi - O milanês pilotou para as temporadas de 1986 e 1987. Em 1986, estreia da equipe, conquistou as duas primeiras poles para a escuderia nos GPs: Áustria e Itália e no segundo ano em 1987 foi 3º colocado no GP da Áustria (o seu último pódio na categoria). O GP da Austrália foi a última prova de sua carreira.
- Gerhard Berger - No GP do Brasil, na estreia do novo time, ele marcou 1 ponto com o 6º lugar e na terceira prova, o piloto austríaco foi ao pódio pela primeira vez (o primeiro também da escuderia) na carreira com o 3º lugar em San Marino e sua primeira vitória e também do time foi no México (antepenúltima prova). Voltaria ao time em 1996 e no segundo ano em 1997 venceu o GP da Alemanha, sua última vitória na categoria e também a última da escuderia anglo-italiana. A última prova na carreira do austríaco foi o GP da Europa, em Jerez, na Espanha.
- Alessandro Nannini - O piloto italiano teve o auge de sua curta carreira na Benetton durante os anos de 1988-1990, tendo sua única vitória no GP do Japão de 1989.
O 3º lugar no GP da Espanha foi seu último pódio e também a última prova na carreira, porque doze dias depois, o piloto sofreu um acidente de helicóptero inutilizando seu braço direito e encerrando sua continuidade na F-1.
- Johnny Herbert - O piloto inglês estreou em 1989 no GP do Brasil e logo de cara terminou a prova em 4º lugar (3 pontos) e fez ainda mais quatro corridas. Retornou ao time para as últimas duas provas do campeonato de 1994: Japão e Austrália. Em 1995 conquistou as primeira vitória na carreira: Inglaterra e Itália, o inglês terminou o campeonato em 4º lugar, a melhor classificação na sua longa carreira na categoria. Na temporada seguinte foi para a Sauber.
- Nelson Piquet - Ele pilotou para a equipe em 1990 e 1991. Na fase mais "sossegada" de sua carreira, foi parceiro de seu grande amigo, o compatriota Roberto Moreno.
 O tricampeão brasileiro protagonizou uma "fechada" histórica no inglês Nigel Mansell, na última volta da prova para vencer o GP da Austrália de 1990, o GP de número "500" da F-1. O tricampeão teve três vitórias: Japão, Austrália de 1990 e a última no Canadá em 1991 após "dar um tchau" ao passar por Mansell, que acidentalmente desligou o carro enquanto acenava aos torcedores canadenses ao iniciar a volta final. Essa foi a última vitória do tricampeão brasileiro, que fez o GP da GP da Austrália, a prova de despedida da Fórmula 1
- Roberto Pupo Moreno - O brasileiro foi companheiro de Nelson Piquet na dobradinha brasileira nas duas provas de 1990: Japão (2º lugar no único pódio da carreira) e Austrália no lugar do italiano Alessandro Nannin (sofreu um acidente de helicóptero inutilizando seu braço e encerrando seu retorno na F-1), e mais onze provas da temporada de 1991 até o GP da Bélgica; na etapa seguinte cedeu o lugar para Michael Schumacher.
- Michael Schumacher - O alemão que estreou e "assombrou" com sua performance no GP da Bélgica de 1991 na Jordan, foi para o GP da Itália ocupar o cockpit de Roberto Moreno no time anglo-italiano. Em 1992 fez a primeira temporada completa e conseguindo a primeira vitória na carreira no GP da Bélgica. Terminou o campeonato em 3º lugar superando Ayrton Senna por 3 pontos. Em 1993 venceu uma também e foi em Portugal, mas em 1994 reservava ao jovem alemão de 25 anos o primeiro título da carreira, beneficiado certamente pela morte de Ayrton Senna, mas inegavelmente uma temporada perfeita vencendo 8 provas. 1995 seria ainda melhor com 9 vitórias e duas de Johnny Herbert, ele conquista além do bicampeonato de pilotos, o campeonato de construtores (a única da escuderia). Foi também o maior pontuador da história da equipe com 303 pontos, e também o que mais correu, 68 GPs.
- Martin Brundle - Após correr por quatro equipes medianas e resultados de pouca expressão, o piloto inglês de 32 anos foi para o time anglo-italiano na temporada de 1992. Na equipe ele conseguiu seus primeiros pódios de sua carreira. Terminou o campeonato em 5º lugar com 38 pontos, a sua melhor em toda a sua carreira. Em 1993 foi para a Ligier.
- Jos Verstappen - O holandês estreou em 1994 na equipe correndo junto com Michael Schumacher no lugar do finlandês J.J. Lehto, (que se acidentou nos testes de pré-temporada). Conseguiu dois pódios (dois terceiros) e mais um 5º lugar fazendo maioria dos pontos da sua carreira e fechando em 10º no campeonato. Seu desempenho não foi satisfatório para a equipe e ele teve que procurar outra escuderia para a temporada seguinte.
- Jean Alesi - A eterna promessa francesa correu com Gerhard Berger em 1996 e 1997, formando uma das duplas mais carismáticas da história da Fórmula 1. Não obteve vitórias, mas foi o segundo maior pontuador do time com 83 pontos. Foi para a Sauber em 1998.
- Giancarlo Fisichella - Outra eterna promessa italiana, o recém-saído da Jordan chegou no time em 1998. Teve sua melhor fase da carreira nela salvando a equipe da humilhação em seus últimos anos, para a felicidade dos fãs da escuderia. Conquistou com performances extraordinárias: sete pódios, 55 pontos e uma pole (a primeira do piloto na categoria e a última da equipe) na Áustria em 1998. Na temporada de 2001, foi 3º lugar no GP da Bélgica (o último pódio da equipe ango-italiana na temporada de encerramento). Foi o segundo piloto com mais GPs na equipe com 66, apenas dois a menos que Schumacher, e é o que permaneceu mais tempo na equipe. Foi quatro anos: de 1998 até o final em 2001.

## Vitórias por piloto
Schumacher: 19
Piquet: 3
Berger: 2
Herbert: 2

Nanini: 1